# Ruggiano
Ruggiano is een plaats (frazione) in de Italiaanse gemeente Salve.